# 魏說
魏说（？—？），湖廣武昌府蒲圻县人，軍籍，明朝政治人物。

## 生平
萬曆二十二年（1594年）甲午科湖廣乡试第五名舉人，二十六年（1598年）戊戌科進士，吏部觀政，次年授南京工部主事，二十八年丁憂歸。三十一年補北工部主事，三十四年与刑部主事张维枢典試廣東。三十六年升员外郎，管宝源局。三十七年七月升四川提学佥事，三十九年加升右参议，四十一年致仕。四十四年起复山西冀宁道参议，四十六年升按察副使。再升山西右参政，天启二年（1622年）考察，以卓异賜宴礼部，升为山东按察使，分守济南道。二年八月升太僕寺少卿，三年升应天府府尹，五年四月升南京户部右侍郎、兼右佥都御史、总理粮储。六年三月被參为邪党，削籍爲民。崇禎元年復官。

## 家族
髙祖魏溶，字文盛，正德丁卯举人，官邻水知县。
曾祖魏正蒙，官知府；祖父魏裳，庚戌進士，官山西按察司副使；父魏彬如，贡士，官训导。